# Edu (ur. 1949)
Jonas Eduardo Américo znany pod przydomkiem Edu (ur. 6 sierpnia 1949 w Campinas) – brazylijski piłkarz, napastnik. Mistrz świata z roku 1970.
Zawodową karierę zaczynał jako nastolatek w Santosie FC, gdzie grał u boku Pelé. W Santosie spędził 10 sezonów (1966–1976). W ojczyźnie występował także w Corinthians Paulista, SC Internacional, São Cristóvão, Nacional FC i Dom Bosco. W latach 1978–1983 grał w meksykańskim Tigres UANL z Monterrey.
W reprezentacji Brazylii rozegrał 42 spotkania i strzelił 8 bramek. Debiutował wiosną 1966. Znajdował się w kadrze na MŚ 66, jednak w turnieju finałowym nie zagrał. Jest jednym z najmłodszych w historii zawodników zgłoszonych do finałów. Cztery lata później zagrał w jednym spotkaniu, z Rumunią. Występ ten przyniósł mu tytuł mistrza świata. Karierę reprezentacyjną zakończył podczas MŚ 74, w meczu z Zairem.